# Темник, Абрам Матвеевич
Абра́м Матве́евич Те́мник (19 октября 1907 — 29 апреля 1945) — участник Великой Отечественной войны, командир 1-й гвардейской танковой бригады (8-го гвардейского механизированного корпуса, 1-й гвардейской танковой армии, 1-го Белорусского фронта), Герой Советского Союза, гвардии полковник.

## Биография
Родился в семье рабочего. Еврей. Окончил 7 классов. Работал помощником машиниста на мельнице. В РККА с 1929. Член ВКП(б) с 1930 года. Окончил военно-политическое училище в 1937 году. Участник боёв на реке Халхин-Гол в 1939 году.
На фронтах Великой Отечественной войны с июня 1941 года. Окончил Высшие военно-политические курсы в 1943 году, КУОС при Военной академии бронетанковых и механизированных войск Красной Армии в 1944 году. Умело организовал боевые действия бригады 15—28 апреля 1945 года в ходе Берлинской операции. Был ранен, но остался в строю. За этот период танкисты бригады уничтожили 194 орудия противника и захватили 23 орудия, 9 танков.
Погиб при штурме Берлина 29 апреля 1945 года в районе Ландвер-канала. Об обстоятельствах гибели Абрама Темника написал в своих мемуарах свидетель событий подполковник Вениамин Миндлин.

## Награды
- Указом Президиума Верховного Совета СССР от 31 мая 1945 года за образцовое командование танковой бригадой в ходе Берлинской операции и проявленные при этом личное мужество и героизм гвардии полковнику Абраму Матвеевичу Темнику посмертно присвоено звание Героя Советского Союза.
- Награждён орденом Ленина, четырьмя орденами Красного Знамени, орденом Богдана Хмельницкого 2-й степени, двумя орденами Красной Звезды, знаком «Участника боёв у Халхин-Гола медалями.

## Память
- В посёлке городского типа Черниговка Запорожской области — средняя школа имени Героя Советского Союза А. М. Темника.
- В городе Копейске Челябинской области (где в эвакуации и после войны проживали родители А. М. Темника) есть улица, названная его именем.
- У Мемориала павшим советским воинам в Тиргартене (Берлин), где похоронен А. М. Темник, стоит плита с его именем.